# 于树德

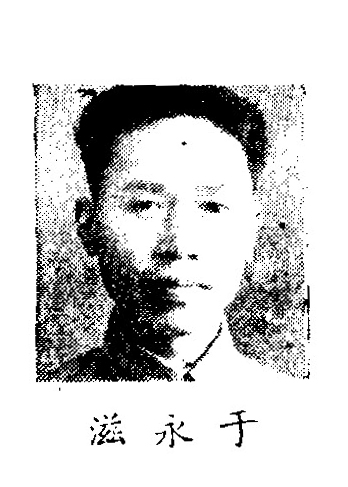
于樹德（于永滋）照片

于树德（1894年2月29日—1982年3月18日），字永滋，别号永溢，直隶静海人，中国近代政治人物。

## 生平
于树德于1909年考入天津北洋法政学堂，期间加入中国同盟会，并参与了辛亥革命。1918年与好友周恩来一同前往日本留学。他在京都帝国大学攻读经济学，并在日本学者河上肇的影响下开始了解马克思主义。期间他与周恩来、安体诚等加入了新中学会并出任执行干事。
1921年返国，任教于天津法政专门学校。1922年前往莫斯科参加了远东各国共产党及民族革命团体第一次代表大会。同年在李大钊、罗章龙介绍下加入中国共产党，并任天津共产主义小组组长。第一次国共合作时期，于1924年与1926年先后当选国民党第一、二届中央执行委员，并任国民党北京执行部青年部部长。期间他参与领导了北京与天津的学生运动。北伐战争时出任国民革命军第二集团军总政治部主任，后又任黄埔军校教官。中国国民党清党后脱离中共，在沪从事翻译写作。1931年在燕京大学教授合作理论，并任华洋义赈救灾总会农利股主任、贵州省合作委员会管理处处长等。抗日战争期间参与组织中国工业合作协会，曾任副总干事。抗战结束后又先后担任国民政府监察委员、考试委员。1946年当选制宪国民大会代表。
中华人民共和国成立后，历任中央合作事业管理局副局长、中华全国供销合作总社副主任。此外他还是第二、三届全国政协委员，第四、五届全国政协常委。1982年3月在北京逝世，享年88岁。

## 著作
其部分著作有：
- 《農荒預防策》（東方雜誌二十周年紀念刊物），商務印書館1923年12月出版
- 《合作社之理論與經營》中华书局1929年出版
- 《合作讲义》，中国合作学社1934年6月15日出版
- 《消費合作社之理論與實際》，中华书局1933年出版
- 《信用合作經營論》，中华书局1936年出版